# Copyright Term Extension Act
Der Copyright Term Extension Act (Gesetz zur Verlängerung des Urheberrechtsschutzes) von 1998, auch bekannt als der Sonny Bono Copyright Term Extension Act oder das Micky-Maus-Schutzgesetz, verlängerte die Schutzdauer des Urheberrechts in den Vereinigten Staaten um 20 Jahre.
Vor dem Gesetz war das Urheberrecht an einem Werk bis zu 50 Jahre nach dem Tod des Autors geschützt, bevor es in die Gemeinfreiheit (Public Domain) überging. Nach Inkrafttreten des Gesetzes wird das Urheberrecht bis 70 Jahre nach dem Tod des Autors geschützt, während die Urheberrechte für Werke im Eigentum eines Unternehmens zwischen 75 und 95 Jahre geschützt werden. Das Gesetz hat auch Wirkung für Werke, die vor dem 1. Januar 1978 veröffentlicht wurden. Auch deren Schutzdauer verlängert sich um 20 Jahre.
Mit diesem Gesetz wurde das Übergehen dieser älteren Werke, für die nach den alten Regeln ein kürzerer Urheberrechtsschutz bestand, in das Public Domain effektiv „eingefroren“. Somit gingen unter diesen neuen Regeln keine Werke, die ab 1923 veröffentlicht wurden und deren Schutz 1998 noch nicht abgelaufen war, vor 2019 in das Public Domain über. Im Gegensatz zur europäischen Gesetzgebung zur Urheberrechtsverlängerung ließ der Copyright Term Extension Act keine Urheberrechte wiederaufleben, die bereits abgelaufen waren.
Das Gesetz verlängerte die Schutzdauer für Werke, die bereits urheberrechtlich geschützt waren, und gilt in diesem Sinne auch rückwirkend. Es verlängert die Schutzdauer nicht nur für Werke, die nach seinem Inkrafttreten veröffentlicht wurden, sondern auch für solche, die bereits veröffentlicht waren. Für Werke, die vor dem 1. Januar 1978 geschaffen wurden, die aber bis vor kurzem weder veröffentlicht noch als urheberrechtlich geschützt registriert wurden, gilt ein besonderer Abschnitt. Unter dessen Voraussetzungen können sie bis 2047 geschützt sein. Das Gesetz trat am 27. Oktober 1998 in Kraft.

## Hintergrund

Ausdehnung des US-Copyrights

Nach der Berner Übereinkunft sind die Unterzeichnerstaaten verpflichtet, für einen Urheberrechtsschutz für mindestens die Dauer des Lebens des Autors plus 50 Jahre zu sorgen. Sie können jedoch auch eine längere Schutzdauer gewähren. Dementsprechend sorgte die Europäische Union zwischen 1993 und 1996 dafür, dass der Urheberrechtsschutz bis 70 Jahre nach dem Tod des Autors gewährleistet wird (siehe 1. Schutzdauerrichtlinie). Die Vereinigten Staaten traten bis 1988 der Berner Übereinkunft nicht bei, doch hatten sie durch den Copyright Act of 1976 (Urheberrechtsschutzgesetz von 1976) für die nach der Berner Übereinkunft geforderte Minimalschutzdauer gesorgt.
Vor dem Urheberrechtsschutzgesetz von 1976 gingen viele urheberrechtlich geschützte literarische Werke, Filme und Phantasiefiguren schneller in das Public Domain über, da sie für maximal 56 Jahre nach Veröffentlichung geschützt waren. Einige dieser urheberrechtlich geschützten Werke waren für die Rechteinhaber bis zu ihrem Ablauf recht einträglich. Darunter befinden sich auch mehrere Charaktere im Eigentum der Walt Disney Company. Mit der Verabschiedung des Urheberrechtsschutzgesetzes von 1976 wurde verhindert, dass frühe Zeichentrickfiguren aus Kurzfilmen, wie zum Beispiel Micky Maus als Steamboat Willie und Plane Crazy vor frühestens 2000 in das Public Domain übergehen, da ihnen nun ein Urheberrechtsschutz von 75 Jahren gewährt wurde (Micky Maus ist ebenfalls als Warenzeichen [trade mark] geschützt). In mehreren Ländern, darunter zum Beispiel Russland, wo das Berner Übereinkommen nicht mit Rückwirkung eingeführt wurde, befinden sich Micky Maus und alle anderen vor 1970 geschaffenen Werke in der Public Domain.
Nach dem Beitritt der Vereinigten Staaten zur Berner Übereinkunft betrieben mehrere Eigentümer von Urheberrechten erfolgreich Lobbyarbeit im US-Kongress, um eine erneute Verlängerung des Urheberrechtsschutzes zu erreichen. Ihr Ziel war, eine ebenso lange Schutzdauer wie in Europa zu erreichen. Die Gesetzesinitiative wurde nach dem verstorbenen Kongressabgeordneten Sonny Bono benannt, der schon zu seiner Zeit als Liedkomponist und Filmemacher diese Position vertreten hatte, noch bevor er in die Politik eintrat.
Beide Kammern des US-Kongresses verabschiedeten das Gesetz als Public Law 105-298 durch ein Voice Vote, eine Abstimmung mit der Stimme, die dadurch entschieden wird, ob lauter Ja oder Nein gerufen wird und es dabei im Nachhinein unmöglich ist festzustellen, wie die einzelnen Abgeordneten abgestimmt haben. US-Präsident Bill Clinton unterzeichnete den „Sonny Bono Copyright Extension Act 1998“ am 21. Oktober desselben Jahres.
Als Konsequenz des Gesetzes gingen in den USA keine urheberrechtlich geschützten Werke, deren Schutz am 1. Januar 1978 noch bestand, vor dem 1. Januar 2019 in das Public Domain über.

## Politisches Klima
Neben Disney, deren intensive Lobbyarbeit dem Gesetz auch den Namen „Micky-Maus-Schutzgesetz“ einbrachte, unterstützten Sonny Bonos Witwe und Nachfolgerin als Kongressabgeordneter Mary Bono sowie die Erbengemeinschaft von George Gershwin den Gesetzentwurf. Mary Bono merkte in einer Rede vor dem Repräsentantenhaus an, dass „Sonny wollte, dass der Urheberrechtsschutz für immer andauern solle“, doch nachdem sie „von ihren Mitarbeitern darüber informiert wurde, dass eine solche Änderung gegen die Verfassung verstoßen würde,“ solle der Kongress Jack Valentis Vorschlag in Betracht ziehen, der eine Urheberrechtsschutzdauer „Für ewig, minus einem Tag“ vorsieht.

### Senatsbericht 104-315
Der Senatsbericht 104-315 gab die offizielle Begründung zur Verabschiedung des Urheberrechtsschutzverlängerungsgesetzes und wurde ursprünglich im Zusammenhang des Copyright Term Extension Act of 1995, Abschnitt 483 geschrieben:

„Der Zweck des Gesetzes ist es, für einen geeigneten Urheberrechtsschutz für amerikanische Werke in fremden Nationen  zu sorgen, sowie auch in Zukunft die wirtschaftlichen Vorteile eines Außenhandelsüberschusses bei der Nutzung urheberrechtlich geschützter Güter einzustreichen. Das Gesetz erreicht diese Ziele, indem es die gegenwärtige US-Urheberrechtsschutzdauer um weitere 20 Jahre verlängert. Solch eine Verlängerung wird für weitere bedeutende Handelsvorteile sorgen, indem es in bedeutsamer Weise das US-Urheberrecht mit dem der Europäischen Union in Einklang bringt, während es eine gerechte Vergütung für amerikanische Urheber sicherstellt, die verdienen, voll an der Nutzung der von ihnen geschaffenen Werke zu profitieren. Des Weiteren wird eine solche Verlängerung, indem sie die Schaffung neuer Werke stimuliert und erweiterte wirtschaftliche Anreize dafür liefert, bereits bestehende Werke zu erhalten, langfristig den Umfang, die Vitalität und den Zugang zum Public Domain verbessern.“

Die Autoren des Berichts glaubten, dass die Verlängerung des Urheberrechtsschutzes den Vereinigten Staaten dabei helfen würde, für mehr Schutz ihrer Werke in anderen Ländern zu sorgen. Außerdem gingen sie davon aus, dass den Rechteinhabern ein Anreiz gegeben würde, ihre Werke zu digitalisieren und zu erhalten, da sie über die exklusiven Rechte daran verfügten. Der Bericht beinhaltete auch abweichende Minderheitsmeinungen von Herb Kohl und Hank Brown, die glaubten, dass die Verlängerung der Schutzdauer ein finanzielles Geschenk an die gegenwärtigen Eigentümer der urheberrechtlich geschützten Werke auf Kosten des öffentlichen Gebrauchs des Materials bedeuten würde.

### Unterstützung
Fürsprecher des Copyright Term Extension Acts argumentieren, dass das Gesetz notwendig ist, zum einen, weil die menschliche Lebenserwartung seit der Verabschiedung des Urheberrechtsgesetzes von 1790 durch den US-Kongress dramatisch gestiegen ist, zum anderen würde ein Unterschied in der Dauer des Urheberrechtsschutzes zwischen den Vereinigten Staaten und der Europäischen Union sich negativ auf die internationalen Unternehmungen der Unterhaltungsindustrie auswirken.
Als weiterer Grund wurde genannt, dass einige Werke nur unter der Bedingung eines unbegrenzten Urheberrechtsschutzes geschaffen würden, die unter der Geltung eines zeitlich befristeten Urheberrechtsschutzes nicht geschaffen würden. Sie behaupten auch, dass der Kongress die Befugnis habe, eine beliebig befristete oder unbefristete Urheberrechtsschutzdauer festzulegen, da die betreffende Stelle in der Verfassung der Vereinigten Staaten „Um den wissenschaftlichen Fortschritt und die nützlichen Künste zu fördern“, keine bedeutsame Begrenzung der Befugnisse des Kongresses darstellt.
Damit bleibt als einzige effektive Bedingung der unmittelbar darauf folgende Halbsatz „kann ein zeitlich begrenztes Urheberrecht geschaffen werden“. Es wäre jedoch nie festgestellt worden, in welchem Umfang die gewährte Zeit beschränkt werden müsse. Damit wäre im Wortsinne sogar eine Begrenzung auf eine Million Jahre eine gültige „zeitliche Begrenzung“ im Sinne des Verfassungstextes.

### Gegnerschaft
Gegner des Copyright Term Extension Act halten das Gesetz für wenig mehr als ein Geschenk an die Rechteverwertungsgesellschaften und haben, bislang erfolglos, versucht, es als nicht verfassungsmäßig und damit nichtig erklären zu lassen.
Sie behaupten, das Gesetz sei „unnötig ungeeignet“, um den in der Verfassung enthaltenen Zweck, „den Fortschritt der Wissenschaft und der nützlichen Künste zu fördern“, zu erreichen. Sie argumentieren, dass die meisten urheberrechtlich geschützten Werke bereits den größten Teil ihrer Profite in nur wenigen Jahren nach der Veröffentlichung erbringen und danach von den Verwertungsgesellschaften vom Markt genommen werden. Es würde also durch die Verlängerung des Urheberrechtsschutzes nur ein geringer wirtschaftlicher Anreiz gegeben, außer für die Eigentümer langlebiger Franchises (z. B. Disneyfiguren), die sowieso sehr gut im Geschäft sind.
Weiter betrachten sie zwei direkt aufeinanderfolgende Verlängerungen der Schutzdauer (durch den Copyright Act of 1976 und den Copyright Term Extension Act of 1998) als den Beginn einer „schiefen Ebene“ auf dem Weg zu einem zeitlich unbegrenzten Urheberrechtsschutz, der die in der Verfassung der Vereinigten Staaten enthaltene Forderung nach einer zeitlichen Begrenzung leerlaufen lässt. Sie argumentieren dazu, dass das Urheberrechtschutzgesetz von 1790 nur eine Schutzdauer von 28 Jahren (heute: 75 Jahre und mehr) vorsah, und sich seitdem die Lebenserwartung nicht verdreifacht hat. Wenn man die Kindersterblichkeitsrate außen vor lässt, hat sich die durchschnittliche Lebenserwartung seitdem um etwa 10 Jahre erhöht.
Sie verweisen auf die vergleichbare Schutzdauer von Patenten, die 20 Jahre beträgt und nicht parallel verlängert wurde. Diese sei dennoch dazu geeignet, in dieser Zeit gewinnbringend die getätigten Investitionen wieder hereinzuholen.
Auch wird darauf hingewiesen, dass eine „Harmonisierung“ von Urheberrechten mit dem in anderen Ländern geltenden Recht einen „Froschhüpfeffekt“ hervorrufen kann: zwei Seiten verlängern wiederholt die Schutzdauer für Urheberrechte, um mit dem anderen mitzuhalten.
Es wird auch das Argument angezweifelt, dass „neue Werke nicht geschaffen würden“. Offensichtlich ging die Verfassung der Vereinigten Staaten davon aus, dass immer neue Werke geschaffen werden, so dass dies nicht als Zweck für einen Urheberrechtsschutz aufgenommen wurde. Man beschränkte die förderungswürdigen Zwecke auf „den Fortschritt der Wissenschaften und der nützlichen Künste“.
Als starkes Argument wird auch bemerkt, dass bestimmte Werke unter einem zeitlich unbegrenzten Urheberrechtsschutz gar nicht geschaffen werden, weil ein möglicher Autor einer Weiterentwicklung eines Werkes weder das Geld, die Zeit, noch die Möglichkeit hat, um den Rechteinhaber ausfindigzumachen und eine Lizenz zu erwerben. Es kann auch sein, dass dieser Rechteinhaber als Eigentümer dann zu keinem Preis bereit ist, eine Weiterentwicklung des Ursprungswerks zuzulassen. Daher kann argumentiert werden, dass ein reiches, fortwährend aufgefülltes Gemeineigentum notwendig für fortgesetzte künstlerische Schöpfung ist.
Zum Beispiel bediente sich Walt Disney bei der Schöpfung seiner Figuren bei den im Public Domain befindlichen Geschichten der Brüder Grimm. Das Dschungelbuch wurde nur sieben Jahre, nachdem das Urheberrecht am Buch abgelaufen war, von Disney verfilmt. Dies wäre vielleicht nicht möglich gewesen, wenn diese Geschichten noch urheberrechtlich geschützt gewesen wären. Neuere Werke der Populärkultur, für die ein Urheberrecht möglicherweise nicht angebracht ist, sind die Romane Frankenstein und Dracula. Beide wurden im 19. Jahrhundert geschaffen.
Die meisten heiligen Schriften der größeren Religionen befinden sich im Public Domain, so dass sie abgeändert, angepasst, übersetzt, umschrieben und sonst wie zugänglich gemacht werden dürfen, um zeitgenössischen Zuhörern zu entsprechen. Falls die Römisch-Katholische Kirche ein zeitlich unbegrenztes Urheberrecht an den Schriften des Paulus von Tarsus hätte, hätte sie eine Lizenzierung zur Übersetzung ablehnen dürfen. Auch hätte sie anderen Kirchen die Verwendung untersagen dürfen.
Sie weisen auch auf den Zehnten Zusatz zur Verfassung der Vereinigten Staaten hin, der die Befugnisse begrenzt, die der Kongress aus einem Abkommen ziehen kann.

### Verfassungsbeschwerde (Eldred gegen Ashcroft)
Verleger und Bibliothekare, neben anderen, klagten im Fall Eldred gegen Ashcroft, um eine einstweilige Verfügung gegen die Wirksamkeit des Copyright Term Extension Act zu erreichen. Am 9. Oktober 2002 wurden in mündlicher Verhandlung die Argumente vom Supreme Court (Oberster Gerichtshof der USA) gehört. Am 15. Januar 2003 verkündete der Supreme Court in einer Entscheidung mit 7 zu 2 Stimmen, dass der Copyright Term Extension Act verfassungsgemäß war.
Die Kläger im Eldred-Fall haben seitdem begonnen, ihre Bemühungen auf den US-Kongress zu verlagern. Sie wollen ein Gesetz mit dem Namen Public Domain Enhancement Act (Gesetz zur Stärkung der Gemeinfreiheit) auf den Weg bringen, womit der Copyright Term Enhancement Act nur auf solche Werke anwendbar wäre, die bei der Library of Congress registriert sind.
Andere Aktivisten üben sich in zivilem Ungehorsam, indem sie das Gesetz öffentlich brechen.

### Zusammenfassung der Regelungen des Urheberrechtsschutzes
- Cornell Univ. Copyright Protection Chart

### Unterlagen der US-Regierung
- S. 505: Sonny Bono Copyright Term Extension Act (PDF-Datei; 174 kB)
- Senate Report No. 104-315
- Public Law 105-298 (PDF; 129 kB)

### Argumente der Gegner
- The Eric Eldred Act
- http://everything2.com/?node=sonny+bono+copyright+extension+act
- Litman Decries Overbroad Copyright Protection (Memento vom 2. November 2005 im Internet Archive) and Mouse Trapped (Memento vom 12. November 2006 im Internet Archive) by Mike Godwin
- Article in Findlaw's Writ by Chris Sprigman
- coverage of opposition by attorney Lawrence Lessig
- DIGITAL COPYRIGHT by Jessica Litman
- Opposing Copyright Extension